# World Cup 2004 (Tischtennis)
| 2003 ← World Cup → 2005 | 2003 ← World Cup → 2005           | 2003 ← World Cup → 2005        |
| ----------------------- | --------------------------------- | ------------------------------ |
|                         | Männer                            | Frauen                         |
| Datum                   | 27.–31.10.                        | 27.–31.10.                     |
| Ort                     | Huangzhou                         | Huangzhou                      |
| Auflage                 | 25                                | 8                              |
| Sieger                  | Ma Lin Kalinikos Kreanga Wang Hao | Zhang Yining Wang Nan Tie Yana |

Der Tischtennis-World Cup 2004 fand für die Männer in seiner 25. Austragung und für die Frauen in seiner 8. Austragung vom 27. bis 31. Oktober im chinesischen Hangzhou statt. Gold ging an Ma Lin und Zhang Yining aus China.

## Modus
An jedem Wettbewerb nahmen 16 Sportler teil, die auf vier Gruppen mit je vier Sportlern aufgeteilt wurden. Die Gruppenersten und -zweiten rückten in die im K.-o.-Modus ausgetragene Hauptrunde vor. Die Halbfinal-Verlierer trugen ein Spiel um Platz 3 aus.

## Teilnehmer
| Pos. | Männer            | WRL-Pos. | TN | Frauen                | WRL-Pos. | TN |
| ---- | ----------------- | -------- | -- | --------------------- | -------- | -- |
| 1    | Ma Lin            | 4        | 6  | Zhang Yining          | 1        | 4  |
| 2    | Kalinikos Kreanga | 10       | 7  | Wang Nan              | 2        | 6  |
| 3    | Wang Hao          | 3        | 2  | Tie Yana              | 9        | 3  |
| 4    | Joo Se-hyuk       | 16       | 2  | Li Jiawei             | 7        | 4  |
| 5    | Timo Boll         | 9        | 3  | Tamara Boroš          | 8        | 5  |
| 5    | Chiang Peng-Lung  | 13       | 6  | Kim Kyung-ah          | 6        | 2  |
| 5    | Werner Schlager   | 8        | 6  | Lau Sui Fei           | 13       | 2  |
| 5    | Jan-Ove Waldner   | 15       | 18 | Wiktoryja Paulowitsch | 26       | 1  |
| 9    | Chuang Chih-Yuan  | 5        | 3  | Gao Jun               | 14       | 5  |
| 9    | Ryu Seung-min     | 2        | 2  | Liu Jia               | 11       | 2  |
| 9    | Vladimir Samsonov | 6        | 7  | Niu Jianfeng          | 3        | 3  |
| 9    | Wang Liqin        | 1        | 6  | Mihaela Șteff         | 18       | 4  |
| 13   | Russel Lavale     | 256      | 2  | Otilia Bădescu        | 40       | 3  |
| 13   | Thiago Monteiro   | 117      | 1  | Miao Miao             | 75       | 2  |
| 13   | Segun Toriola     | 96       | 4  | Funke Oshonaike       | 189      | 3  |
| 13   | Wenguan Huang     | 41       | 10 | Wu Xue                | 156      | 1  |

## Männer

### Gruppenphase

#### Gruppe 1
|                  | Ergebnis |                  |
| ---------------- | -------- | ---------------- |
| Segun Toriola    | -:4      | Timo Boll        |
| Wang Liqin       | 2:4      | Chiang Peng-Lung |
| Wang Liqin       | 4:3      | Timo Boll        |
| Chiang Peng-Lung | 4:-      | Segun Toriola    |
| Wang Liqin       | 4:-      | Segun Toriola    |
| Timo Boll        | 4:3      | Chiang Peng-Lung |

| Platz | Spieler          | Spiele | Sätze | Punkte |
| ----- | ---------------- | ------ | ----- | ------ |
| 1     | Chiang Peng-Lung | 3      | 11:6  | 5      |
| 2     | Timo Boll        | 3      | 11:7  | 5      |
| 3     | Wang Liqin       | 3      | 10:7  | 5      |
| 4     | Segun Toriola    | 0      | 0:12  | 0      |

#### Gruppe 2
|                  | Ergebnis |                  |
| ---------------- | -------- | ---------------- |
| Russel Lavale    | 0:4      | Chuang Chih-Yuan |
| Ma Lin           | 4:0      | Joo Se-hyuk      |
| Ma Lin           | 4:1      | Chuang Chih-Yuan |
| Joo Se-hyuk      | 4:2      | Russel Lavale    |
| Ma Lin           | 4:0      | Russel Lavale    |
| Chuang Chih-Yuan | 3:4      | Joo Se-hyuk      |

| Platz | Spieler          | Spiele | Sätze | Punkte |
| ----- | ---------------- | ------ | ----- | ------ |
| 1     | Ma Lin           | 3      | 12:1  | 6      |
| 2     | Joo Se-hyuk      | 3      | 8:9   | 5      |
| 3     | Chuang Chih-Yuan | 3      | 8:8   | 4      |
| 4     | Russel Lavale    | 3      | 2:12  | 3      |

#### Gruppe 3
|                    | Ergebnis |                                              |
| ------------------ | -------- | -------------------------------------------- |
| Wenguan Huang      | 1:4      | Uladsimir Samsonau (engl. Vladimir Samsonov) |
| Wang Hao           | 4:2      | Kalinikos Kreanga                            |
| Wang Hao           | 4:3      | Uladsimir Samsonau                           |
| Kalinikos Kreanga  | 4:1      | Wenguan Huang                                |
| Wang Hao           | 4:0      | Wenguan Huang                                |
| Uladsimir Samsonau | 1:4      | Kalinikos Kreanga                            |

| Platz | Spieler                                      | Spiele | Sätze | Punkte |
| ----- | -------------------------------------------- | ------ | ----- | ------ |
| 1     | Wang Hao                                     | 3      | 12:5  | 6      |
| 2     | Kalinikos Kreanga                            | 3      | 10:6  | 5      |
| 3     | Uladsimir Samsonau (engl. Vladimir Samsonov) | 3      | 8:9   | 4      |
| 4     | Wenguan Huang                                | 3      | 2:12  | 3      |

#### Gruppe 4
|                 | Ergebnis |                 |
| --------------- | -------- | --------------- |
| Thiago Monteiro | 1:4      | Werner Schlager |
| Ryu Seung-min   | 4:3      | Jan-Ove Waldner |
| Ryu Seung-min   | 2:4      | Werner Schlager |
| Jan-Ove Waldner | 4:2      | Thiago Monteiro |
| Ryu Seung-min   | 3:4      | Thiago Monteiro |
| Werner Schlager | 4:1      | Jan-Ove Waldner |

| Platz | Spieler         | Spiele | Sätze | Punkte |
| ----- | --------------- | ------ | ----- | ------ |
| 1     | Werner Schlager | 3      | 12:3  | 6      |
| 2     | Jan-Ove Waldner | 3      | 8:10  | 4      |
| 3     | Ryu Seung-min   | 3      | 6:11  | 4      |
| 4     | Thiago Monteiro | 3      | 9:11  | 4      |

### Hauptrunde
|  | Viertelfinale     | Viertelfinale     |                   |          | Halbfinale       | Halbfinale |  |  | Finale | Finale |
|  |                   |                   |                   |          |                  |            |  |  |        |        |
|  |                   |                   |                   |          |                  |            |  |  |        |        |
|  | Chiang Peng-Lung  | 0                 |                   |          |                  |            |  |  |        |        |
|  | Chiang Peng-Lung  | 0                 |                   |          |                  |            |  |  |        |        |
|  | Joo Se-hyuk       | 4                 |                   |          |                  |            |  |  |        |        |
|  | Joo Se-hyuk       | 4                 | Joo Se-hyuk       | 2        |                  |            |  |  |        |        |
|  |                   |                   | Joo Se-hyuk       | 2        |                  |            |  |  |        |        |
|  |                   | Kalinikos Kreanga | 4                 |          |                  |            |  |  |        |        |
|  | Kalinikos Kreanga | Kalinikos Kreanga | 4                 | 4        |                  |            |  |  |        |        |
|  | Kalinikos Kreanga |                   |                   | 4        |                  |            |  |  |        |        |
|  | Werner Schlager   | 1                 |                   |          |                  |            |  |  |        |        |
|  |                   |                   | Kalinikos Kreanga | 2        |                  |            |  |  |        |        |
|  |                   |                   |                   | Ma Lin   | 4                |            |  |  |        |        |
|  | Wang Hao          | 4                 |                   |          |                  |            |  |  |        |        |
|  | Jan-Ove Waldner   | 0                 |                   |          |                  |            |  |  |        |        |
|  | Jan-Ove Waldner   | 0                 | Wang Hao          | 0        |                  |            |  |  |        |        |
|  |                   |                   | Wang Hao          | 0        | Spiel um Platz 3 |            |  |  |        |        |
|  |                   | Ma Lin            | 4                 |          |                  |            |  |  |        |        |
|  | Timo Boll         | Ma Lin            | 4                 | 1        | Joo Se-hyuk      | 3          |  |  |        |        |
|  | Timo Boll         |                   |                   | 1        | Joo Se-hyuk      | 3          |  |  |        |        |
|  | Ma Lin            | 4                 |                   | Wang Hao | 4                |            |  |  |        |        |
|  | Ma Lin            | 4                 |                   |          | 4                |            |  |  |        |        |
|  |                   |                   |                   |          |                  |            |  |  |        |        |

## Frauen

### Gruppenphase

#### Gruppe 1
|               | Ergebnis |               |
| ------------- | -------- | ------------- |
| Zhang Yining  | 4:0      | Mihaela Șteff |
| Miao Miao     | 0:4      | Li Jiawei     |
| Zhang Yining  | 4:1      | Li Jiawei     |
| Mihaela Șteff | 4:2      | Miao Miao     |
| Zhang Yining  | 4:0      | Miao Miao     |
| Li Jiawei     | 4:3      | Mihaela Șteff |

| Platz | Spieler       | Spiele | Sätze | Punkte |
| ----- | ------------- | ------ | ----- | ------ |
| 1     | Zhang Yining  | 3      | 12:1  | 6      |
| 2     | Li Jiawei     | 3      | 9:7   | 5      |
| 3     | Mihaela Șteff | 3      | 7:10  | 4      |
| 4     | Miao Miao     | 3      | 2:12  | 3      |

#### Gruppe 2
|          | Ergebnis |          |
| -------- | -------- | -------- |
| Wang Nan | 3:4      | Gao Jun  |
| Wu Xue   | 0:4      | Tie Yana |
| Wang Nan | 4:2      | Tie Yana |
| Gao Jun  | 4:1      | Wu Xue   |
| Wang Nan | 4:2      | Wu Xue   |
| Tie Yana | 4:2      | Gao Jun  |

| Platz | Spieler  | Spiele | Sätze | Punkte |
| ----- | -------- | ------ | ----- | ------ |
| 1     | Wang Nan | 3      | 11:8  | 5      |
| 2     | Tie Yana | 3      | 10:6  | 5      |
| 3     | Gao Jun  | 3      | 10:8  | 5      |
| 4     | Wu Xue   | 3      | 3:12  | 3      |

#### Gruppe 3
|                | Ergebnis |                |
| -------------- | -------- | -------------- |
| Niu Jianfeng   | 3:4      | Lau Sui Fei    |
| Otilia Bădescu | 1:4      | Tamara Boroš   |
| Niu Jianfeng   | 1:4      | Tamara Boroš   |
| Lau Sui Fei    | 3:4      | Otilia Bădescu |
| Niu Jianfeng   | 4:1      | Otilia Bădescu |
| Tamara Boroš   | 3:4      | Lau Sui Fei    |

| Platz | Spieler        | Spiele | Sätze | Punkte |
| ----- | -------------- | ------ | ----- | ------ |
| 1     | Lau Sui Fei    | 3      | 11:10 | 5      |
| 2     | Tamara Boroš   | 3      | 11:5  | 5      |
| 3     | Niu Jianfeng   | 3      | 7:9   | 4      |
| 4     | Otilia Bădescu | 3      | 6:11  | 4      |

#### Gruppe 4
|                       | Ergebnis |                       |
| --------------------- | -------- | --------------------- |
| Kim Kyung-ah          | 1:4      | Wiktoryja Paulowitsch |
| Funke Oshonaike       | 0:4      | Liu Jia               |
| Kim Kyung-ah          | 4:0      | Liu Jia               |
| Wiktoryja Paulowitsch | 4:0      | Funke Oshonaike       |
| Kim Kyung-ah          | 4:0      | Funke Oshonaike       |
| Liu Jia               | 4:3      | Wiktoryja Paulowitsch |

| Platz | Spieler               | Spiele | Sätze | Punkte |
| ----- | --------------------- | ------ | ----- | ------ |
| 1     | Wiktoryja Paulowitsch | 3      | 11:5  | 5      |
| 2     | Kim Kyung-ah          | 3      | 9:4   | 5      |
| 3     | Liu Jia               | 3      | 8:7   | 5      |
| 4     | Funke Oshonaike       | 3      | 0:12  | 3      |

### Hauptrunde
|  | Viertelfinale         | Viertelfinale |              |           | Halbfinale       | Halbfinale |  |  | Finale | Finale |
|  |                       |               |              |           |                  |            |  |  |        |        |
|  |                       |               |              |           |                  |            |  |  |        |        |
|  | Zhang Yining          | 4             |              |           |                  |            |  |  |        |        |
|  | Zhang Yining          | 4             |              |           |                  |            |  |  |        |        |
|  | Kim Kyung-ah          | 0             |              |           |                  |            |  |  |        |        |
|  | Kim Kyung-ah          | 0             | Zhang Yining | 4         |                  |            |  |  |        |        |
|  |                       |               | Zhang Yining | 4         |                  |            |  |  |        |        |
|  |                       | Tie Yana      | 0            |           |                  |            |  |  |        |        |
|  | Tie Yana              | Tie Yana      | 0            | 4         |                  |            |  |  |        |        |
|  | Tie Yana              |               |              | 4         |                  |            |  |  |        |        |
|  | Lau Sui Fei           | 2             |              |           |                  |            |  |  |        |        |
|  |                       |               | Zhang Yining | 4         |                  |            |  |  |        |        |
|  |                       |               |              | Wang Nan  | 2                |            |  |  |        |        |
|  | Wiktoryja Paulowitsch | 2             |              |           |                  |            |  |  |        |        |
|  | Li Jiawei             | 4             |              |           |                  |            |  |  |        |        |
|  | Li Jiawei             | 4             | Li Jiawei    | 2         |                  |            |  |  |        |        |
|  |                       |               | Li Jiawei    | 2         | Spiel um Platz 3 |            |  |  |        |        |
|  |                       | Wang Nan      | 4            |           |                  |            |  |  |        |        |
|  | Tamara Boroš          | Wang Nan      | 4            | 2         | Tie Yana         | 4          |  |  |        |        |
|  | Tamara Boroš          |               |              | 2         | Tie Yana         | 4          |  |  |        |        |
|  | Wang Nan              | 4             |              | Li Jiawei | 1                |            |  |  |        |        |
|  | Wang Nan              | 4             |              |           | 1                |            |  |  |        |        |
|  |                       |               |              |           |                  |            |  |  |        |        |

## Sonstiges
Mit 18 World-Cup-Teilnahmen verbesserte Jan-Ove Waldner bei den Männern seinen Teilnahmerekord.